# 浅川範彦
浅川 範彦（あさかわ のりひこ、1865年 - 1907年1月10日）は、明治時代の細菌学者、医学博士。北里柴三郎に師事し、ジフテリアや破傷風などの血清研究に功績を残した。生前は日本の免疫学の第一人者であり、丹念に追求していくその研究手法は「探偵的研究」とも呼ばれた。日本細菌学会賞の一つに、その功績を記念する浅川賞がある。

## 人物
1865年（慶応元年）1月に、土佐国土佐郡秦村に生まれる。中江兆民の従兄弟。旧高知藩士。県立医学校で医学を学び、卒業後上京して、済生学舎で造詣を深めた。1889年に郷里に戻って開業、1890年に高知病院に招かれ、副院長となる。
1894年に再び上京して、北里柴三郎に師事。1896年に、浅川丹毒治療法と呼ばれる丹毒の治療法を開発。北里が新たに伝染病研究所を開いたときに助手となり、ジフテリア血清療法の研究に師事して大きく貢献した。また、血清薬院が創設されると、その製造を担当した。
1899年4月に国立伝染病研究所部長となり、講習を担当して後輩を指導した。1900年にはビダール反応をチフス菌の診断に応用し、浅川診断液を製造他にも破傷風の毒素の作用を研究し、破傷風菌の毒素が神経中枢を侵すことを原因まで突き止めた。余暇に『實習細菌學』などを著し、1901年に医学博士の学位を授かる。
1907年1月10日に病気で死亡。墓所は青山霊園。北里は彼の業績を記念して浅川賞を設立した。

## 著書
- 『虎列刺のむし』（大和田篤治・出版　1891年7月）
- 『實習細菌學』（1896年4月）
- 『実布垤里亜血清応用論』（細菌学雑誌社　1897年4月）

## 参考
- 東京経済雑誌社『日本人名辞書』1921年　この記述には、パブリックドメインの本書の翻案を含む。
- 志賀潔・著 田口文章編『細菌学を創ったひとびと ～大発見にまつわるエピソード』、2008年3月2日閲覧。
- 田口文章『北里精神』、2002年3月22日。